# Париж, 13-й округ
«Париж, 13-й округ» (фр. Les Olympiades) — французский художественный фильм 2021 года режиссёра Жака Одиара с Люси Чжан, Макитой Самба и Ноэми Мерлан в главных ролях. Премьера состоялась на 74-м Каннском кинофестивале. Фильм получил высокие оценки критиков.

## Сюжет
Литературной основой сценария стало произведение американского карикатуриста Адриана Томине «Убийство и смерть». Сюжет построен на историях трёх персонажей, отчасти связанных между собой.
Героиня по имени Эмили, работающая в call-центре, ищет себе соседку по съёмной квартире, но вместо девушки Камиллы приходит мужчина Камиль, преподаватель литературы в университете. Между героями вспыхивает страсть, и они становятся любовниками. Камиль заселяется в квартиру, но спустя пару недель решает прекратить связь с Эмили. Девушку увольняют из-за некорректного обращения с клиентами, она впадает в депрессию. Вскоре Камиль съезжает, так как его не устраивают выдвинутые Эмили требования.
Далее начинается история Норы — 32-летней девушки, которая восстанавливается на второй курс юридического факультета. Она приходит на студенческую вечеринку в белом парике, и один из сокурсников принимает ее за порноактрису Эмбер. С этого дня над Норой издеваются, на её телефон приходят непристойные сообщения, которые глубоко её ранят.
Спустя месяц Эмили работает официанткой в ресторане, а Камиль руководит по просьбе друга агентством недвижимости. Нора, ушедшая из университета, приходит в это агентство на собеседование и получает работу. Благодаря опыту агента по недвижимости ей удаётся наладить дела. После встречи с бывшими сокурсниками Нора связывается через приватный чат на порносайте с Эмбер, из-за сходства с которой у неё начались проблемы. Со временем девушки переходят общаться в обычную социальную сеть с видео-звонками и сближаются.
Тем временем Камиль вступает в романтические отношения с Норой, а с Эмили начинает общаться по-дружески. Однажды он приглашает Эмили в агентство в качестве переводчика. Благодаря этому Нора узнаёт, что прежде Камиль и Эмили были любовниками, и понимает, что они любят друг друга, а поэтому решает поставить в своих отношениях с Камилем точку. Она впервые встречается с Эмбер, девушки целуются и уходят гулять в парк.
Эмили узнаёт о смерти бабушки. Она рассказывает об этом Камилю и признается, что влюблена в него. Камиль предлагает пойти с ней на похороны, но Эмили объясняет, что если он придет, это покажет серьёзность их отношений. В день похорон Эмили собирается выходить из квартиры, когда раздаётся звонок в домофон; это Камиль, который говорит, что любит её. Эмили выходит, на финальных кадрах видна трубка домофона.

## В ролях
- Люси Чжан — Эмили
- Макита Самба — Камиль
- Ноэми Мерлан — Нора
- Джехни Бет — Эмбер
- Стефан Мана — муж
- Женевьева Доанг — Карин

## Создание и оценки
Проект был анонсирован в сентябре 2020 года. Режиссёром стал Жак Одиар. В октябре того же года роли в фильме получили Люси Чжан, Макита Самба, Ноэми Мерлан.
Премьера состоялась на 74-м Каннском кинофестивале в июле 2021 года, в рамках основной программы. В сентябре того же года его показали на кинофестивале в Торонто, в октябре — на фестивале в Гамбурге. 3 ноября 2021 года «Париж, 13-й округ» вышел в театральный прокат во Франции.
Российский критик Антон Долин охарактеризовал картину как «удивительно лёгкое и воздушное кино», «обаятельный живой фильм с отличными молодыми артистами». Ведущий кинокритик The New York Times Манола Даргис отметила, что это не только романтическая мелодрама, но ещё и фильм «о Франции, её идеалах, идентичности, политических спорах и продолжающейся борьба за власть». Зинаида Пронченко в своей рецензии резюмирует: «„13-й округ“ — кино исключительно романтическое, это перепись любви в обществе, которому — слава Маргерит Дюрас, Анни Эрно, Патрику Модиано — душевные страдания важнее социальных бед».